# 横谷輝
横谷 輝（よこたに てる、1929年3月13日 - 1973年8月14日）は、日本の児童文学作家、評論家。本名・輝雄。

## 略歴
兵庫県美嚢郡三木町大塚（現・三木市）生まれ。1946年湊川中学校夜間部卒業、小学校教師となり、生活綴方運動に加わる。1954年「文学と教育研究はくぼくの会」に参加、日本児童文学者協会に入り評論活動を行う。1958年教師を辞して上京、協会事務局長となる。児童向け再話なども行い、1970年日本子どもの本研究会会長を務めるが、1973年胃がんのため44歳で死去した。
1975年日本児童文学者協会賞特別賞。

## 著書
- 『ベートーベン』（国土社、子ども伝記全集） 1968
- 『地下鉄とモノレール』（八十島義之助共著、鹿島研究所出版会、少年の科学） 1968
- 『ライオン先生とプレゼント』（編、ポプラ社、日本ユーモア文学全集） 1968
- 『児童文学の思想と方法』（啓隆閣） 1969
- 『やがて大人になる君たちに』（牧書店、新少年少女教養文庫） 1970
- 『子どもと文学』（渋谷清視共著、鳩の森書房） 1970
- 『リンカーン』（小峰書店、幼年伝記ものがたり） 1972
- 『エジソン』（ポプラ社、子どもの伝記） 1973

### 「しゃかいの絵本」
- 『ぼくのおうち』（ポプラ社、しゃかいの絵本） 1971
- 『のうかのくらし』（ポプラ社、しゃかいの絵本） 1971
- 『山のおまつり』（ポプラ社、しゃかいの絵本） 1972
- 『ぼくらのすむ町』（ポプラ社、しゃかいの絵本） 1972
- 『水のたび』（ポプラ社、しゃかいの絵本） 1973

## 翻訳
- 『ふしぎの国のアリス』（キャロル、ポプラ社、世界名作童話全集） 1964
- 『くまとたびびと』（イソップ、ポプラ社） 1966